# Leanid Taranenka
Leanid Arkadsjewitsch Taranenka (belarussisch Леанід Аркадзьевіч Тараненка, russisch Леонид Аркадьевич Тараненко, Leonid Arkadjewitsch Taranenko; * 13. Juni 1956 in Malaryta, Weißrussische Sozialistische Sowjetrepublik, Sowjetunion) ist ein ehemaliger sowjetisch-belarussischer Gewichtheber und Rekordhalter im Stoßen mit 266 kg sowie im Zweikampf mit 475 kg.

## Sportliche Karriere
Seinen ersten großen Erfolg erzielte Taranenka bei den Olympischen Spielen 1980 in Moskau, als er in der Klasse bis 110 kg mit einem Zweikampfergebnis von 422,5 kg Gold gewann. Im selben Jahr gewann er auch die Europa- sowie die Weltmeisterschaft.
Eine Teilnahme an den Olympischen Spielen 1984 in Los Angeles und damit ein mögliches zweites olympisches Gold wurden ihm aufgrund des sowjetischen Olympiaboykotts 1984 verwehrt. Taranenka gewann bei den Spielen der Freundschaft, den sowjetischen Ersatzspielen, die Klasse bis 110 kg mit einem Zweikampfweltrekord von 442,5 kg, womit er den Olympiasieger desselben Jahres, Norberto Oberburger, um 52,5 kg übertraf.
Danach wechselte Taranenka, trotz seiner eigentlich zu geringen Körpergröße, in das Superschwergewicht (110+ kg). Am 26. November 1988 stellte er im australischen Canberra bei einem Wettkampfgewicht von 140 kg einen bis 17. Dezember 2021 ungeschlagenen Rekord von 266 kg im Stoßen und einen erst 2018 geschlagenen Rekord von 475 kg im Zweikampf auf. Zwar sind diese Weltrekorde wegen der Umstrukturierung der Gewichtsklassen nicht mehr gültig, die 266 kg im Stoßen blieben aber bis 17. Dezember 2021 die schwerste zur Hochstrecke gebrachte Last.
1992 startete Taranenka, im Alter von 36 Jahren, für die Gemeinschaft Unabhängiger Staaten bei den Olympischen Spielen in Barcelona und gewann Silber im Superschwergewicht mit einem Zweikampfergebnis von 425 kg.
1996 gewann der mittlerweile 40-jährige Taranenka zum vierten Mal die Europameisterschaft und plante sogar eine Teilnahme an den Olympischen Spielen in Atlanta. Sein Alter und die zahlreichen Verletzungen verhinderten jedoch seine dritte Olympiateilnahme.
Zu Taranenkas weiteren Titeln zählen die Titel bei der Weltmeisterschaft 1990 sowie bei den Europameisterschaften 1988 und 1991.

## Laufbahn als Trainer
Nach seiner aktiven Zeit trainierte Taranenka unter anderem die indische Frauennationalmannschaft im Gewichtheben. Unter seiner Regie gewann Karnam Malleswari Bronze bei den Olympischen Spielen 2000 in Sydney. Im August 2004 wurde er jedoch entlassen, nachdem zwei seiner Athletinnen Doping nachgewiesen wurde.

## Persönliche Bestleistungen
- Reißen: 210,0 kg in Canberra am 26. November 1988.
- Stoßen: 266,0 kg in Canberra am 26. November 1988.
- Zweikampf: 475,0 kg in Canberra am 26. November 1988.